# Sépulture néolithique de Roch-Las-en-Port-Blanc
La sépulture néolithique de Roch-Las-en-Port-Blanc est située à Penvénan, au lieu-dit Roch-Las-en-Port-Blanc dans le département des Côtes-d'Armor, en Bretagne, en France.

## Description
Il existait à l'origine une cinquantaine de sépultures mégalithiques sur le site de  Roch-Las-en-Port-Blanc. Toutes les sépultures étaient classées au titre des monuments historiques par arrêté du 2 octobre 1936. Une seule subsiste et a été déplacée dans l'enclos de la chapelle Saint-Gonval (commune de Penvénan).